# Křížová hora (Krušné hory)
Křížová hora je hora v Krušných horách, vedlejší vrchol Meluzíny, od které leží asi 1300 m východo-jihovýchodně. Od Božího Daru se nachází 7,5 km východo-jihovýchodně, v katastrálním území Osvinov obce Stráž nad Ohří. Vrchol je odlesněný, zakončený výraznou eklogitovou skalkou, ze které jsou pěkné výhledy. Nicméně se dle možností zalesňuje nebo sám od sebe zarůstá a výhledy zřejmě časem takové nebudou.

## Přístup
Až na vrchol nevede žádná značená ani neznačená cesta. Nejlépe přístupný je ze silnice mezi Božím Darem a Měděncem, která vede severně od Meluzíny. Z rozcestí Pod Meluzínou odbočuje z této silnice k jihovýchodu červeně značená silnička. Červená značka pokračuje po 700 m nezpevněnou cestou a po 800 metrech dojde až na rozcestí Křížová hora, odkud je to k vrcholové skále zhruba 100 m vzhůru volným terénem.
Druhou možností je pokračovat po zmíněné silničce, která se po dalších 700 m, zhruba v sedle mezi Meluzínou a Křížovou horou, začne stáčet doprava. V tomto místě z ní doleva odbočuje neznačená cesta, která po asi 300 m dojde na vrcholovou plošinu Křížové hory.